# تغليب
التغليب هو ترجيح أحد المعلومين على الآخر وإطلاقه عليهما، وقيدوا إطلاقه عليهما للاحتراز عن المشاكلة. مثاله الأبوان يطلق على الأب والأم. وقيل الغلبة هو أن يكون أصل اللفظ في الأصل عاما ثم يصير بكثرة الاستعمال في أحدها أشهر بحيث لا نحتاج ذلك الشيء بخلاف ما كان واقعا عليه. مثل خليل الرحمن لإبراهيم والبيت للكعبة، والكتاب للقرآن، والرحمن لله تعالى والأسود للحية. ومثاله أيضا أن يطلق العنابس على حرب وأبي حرب وسفيان وأبي سفيان لأن الملقب حربا اسمه عنبسة والعرب قد تجمع العدد الكثير على اسم أشهرهم. (مادة قرش في المغرب للمطرزي)
والعنابس والأعياص صنفا بني أمية.

## الغلبة الاسمية
الغلبة الاسمية هي اختصاص الوصف ببعض أفراده بحيث لا يحتاج في الدلالة عليه إلى قرينة كما أن أسود كان موضوعا لكل ما فيه سواد ثم كثر استعماله في الحية السوداء بحيث لا يحتاج في الفهم عنه إلى قرينة.

## غلبة الظن
غلبة الظن زيادة قوة أحد التجويزين على الآخر، وتغليب أحد الاعتقادين.